# Gordon Heuckeroth
Gordon Heuckeroth (født 6. juli 1968) er en nederlandsk sanger, som repræsenterede Nederlandene som en del af trioen De Toppers ved Eurovision Song Contest 2009, med sangen "Shine".